# Гасанов, Гусейн (блогер)
Гусе́йн Гаса́нов (азерб. Hüseyn Həsənov; имя при рождении — Гусе́йнхан Сатта́рович (Сатта́р оглы́) Гасанха́нов (азерб. Hüseynxan Səttar oğlu Həsənxanov); род. 5 июня 1994, Санкт-Петербург) — российский видеоблогер. Обвиняется в мошенничестве в особо крупном размере.

## Биография
Родился 5 июня 1994 года в Санкт-Петербурге. По национальности — азербайджанец. После окончания школы поступил в Санкт-Петербургский государственный экономический университет, который окончил в 2015 году. В том же году заболевший отец отдал Гусейну свой ресторанный бизнес. Во время учёбы выступал в КВН, после чего стал создавать видеоролики и вести свой блог. В 2017 году был удостоен премии LF City Awards в номинации «Мужчина-блогер года».
В 2018 году вошёл в 10-ку самых влиятельных имён Рунета по версии Cosmopolitan. В этом же году снялся в видеоклипе MC Doni и Люси Чеботиной на трек «Рандеву». Также установил рекорд по количеству просмотров в Instagram, ролик блогера просмотрели более 12 миллионов человек. В 2018 году на пресс-конференции с Владимиром Путиным задал вопрос о блокировке Telegram. Затем решил выпустить свою пародию на песню «Цвет настроения синий» — «Цвет настроения Красный». В 2019 году выпустил треки под названием «10 лямов», «Выбирай» совместно с Natan’ом и «Голова забита вся тобой» совместно с Sally & Tabby. В 2020 году выпустил трек «Нет тебя».
Гасанов также известен как автор курса «Мышление миллионера» по обучению навыкам ведения бизнеса. Ряд СМИ обвиняют блогера в «инфоцыганстве» — виде мошенничества, при котором коуч представляется богатым и успешным человеком и продаёт информационные продукты, не имеющие никакой практической ценности. В апреле 2023 года Гасанов попал в «чёрный список инфоцыган», составленный МВД России.
За октябрь 2021 года, согласно исследованиям компании «Медиалогия», страница Гасанова в Instagram заняла 4 место в топ-20 русскоязычных страниц в данной соцсети.

## Скандалы
19 марта 2019 года Гасанов объявил в Instagram о розыгрыше автомобиля Mercedes-Benz G-Klasse II, победитель которого определялся случайным образом. 21 марта в результате розыгрыша приз получила 17-летняя украинка Анастасия Хавруцка. Вскоре выяснилось, что автомобиль был подержанным и за ним числилось несколько штрафов на сумму 9,5 тыс. рублей, а самого Гасанова обвинили в подтасовке результатов конкурса и «накрутке» числа участников розыгрыша за счёт ботов.
Курс «Мышление миллионера» стал скандально известен в июле 2021 года после того, как блогер Wylsacom заявил, что заплатил средства за приобретение курса, но в итоге никаких курсов не состоялось. По словам блогера, на сайте Гасанова даже не было показано, что обучение состоялось. Согласно мнению Газета.ru, если подобная ситуация произошла не по техническим причинам, а по чьему-то умыслу, это могло быть квалифицировано как мошенничество.
В июне 2020 года блогера лишили водительских прав на 3 месяца за скрытие номеров машины: в ночь на 10 мая он был остановлен полицией на проспекте Маршала Жукова и отказался подписывать протокол. В июле 2021 года Гасанов был лишён водительских прав на 1,5 года, поскольку отказался пройти освидетельствование на опьянение, а также оштрафован на 30 тысяч рублей.
В феврале 2025 года покинул Россию. 14 мая был заочно арестован и объявлен в международный розыск за отмывание денежных средств в особо крупном размере.

## Личная жизнь
Отец Гусейна Гасанова проживает в Баку, мать — в Москве.
Состоял в близких отношениях с девушкой по имени Марианна. В июле 2018 года стало известно, что пара рассталась.

## Награды и номинации
| Год  | Премия                | Номинация           | Результат | Ист.          |
| ---- | --------------------- | ------------------- | --------- | ------------- |
| 2017 | LF City Awards        | Мужчина-блогер года | Победа    | .             |
| 2018 | Fashion People Awards | Блогер года         | Победа    | [ 35 ] [ 36 ] |

## Дискография
| Название                                              | Год  |
| ----------------------------------------------------- | ---- |
| «10 лямов»                                            | 2019 |
| «Выбирай» (совместно с Natan’ом)                      | 2019 |
| «Голова забита вся тобой» (совместно с Sally & Tabby) | 2019 |
| «Нет тебя»                                            | 2020 |

## Музыкальные клипы с участием Гасанова
- DONI & Люся Чеботина — «Рандеву»
- Natan — «Покажи мне любовь»
- Клава Кока — «Влюблена в МДК (Мужская версия)»
- Анет Сай — «Мотылёк»